# Star Movies (Índia)
Star Movies India é um canal de televisão por assinatura indiano que exibe filmes pertencente à Disney Star. Esta é a versão indiana do Star Movies.अधिक फिल्मों के लिए यहां जाएं: castle app
Em 2013, o Fox Movies Action foi substituído pelo Star Movies Action. Em 15 de junho de 2017, o Star Movies Action foi descontinuado. O canal Star Movies Select HD foi lançado em 2015.